# Carla Del Poggio
Carla Del Poggio (Nápoly, 1925. december 2. – Róma, 2010. október 14.) olasz színésznő.

## Életpályája
Szülei: Ugo Attanasio (1887–1969) színész és Maria Pia Attanasio színésznő voltak. Rómában a filmfőiskola hallgatója volt. Az 1940-es évek második felében egyike lett a neorealista irányzat kiemelkedő jellemábrázolóinak. 1945–1946-os évadban debütált a színpadon. 1966-ban filmezett utoljára.
Vittorio De Sica fedezte fel és a Magdát kicsapják (1940) című magyar film olasz verziójában a címszerepet bízta rá. Több ízben szerepelt férje, Alberto Lattuada alkotásaiban is. Gyakran lépett fel a televízióban és a rádióban is.

## Magánélete
1945–2005 között Alberto Lattuada (1914–2005) francia filmrendező volt a férje. Férje, 2005. július 3-án hunyt el Alzheimer-kórban.

## Filmjei
- Maddalena, magatartásból elégtelen (1940)
- Violák a hajban (Violette nei capelli) (1942)
- A leányintézet hősei (1942)
- Kisasszonykák (Signorinette) (1942)
- Az angyal és az ördög (L'angelo e il diavolo) (1946)
- A bandita (1946)
- Emberiség (Umanità) (1946)
- Tragikus hajsza (1947)
- Nincs irgalom (1948)
- A Pó malmai (Il mulino del Po) (1949)
- A varieté fényei (1950)
- Róma, 11 óra (1952)
- Őrült dolgok (Cose da pazzi) (1954)
- David Copperfield (1966)